# Кампомађоре (Потенца)
Кампомађоре (итал. Campomaggiore) је насеље у Италији у округу Потенца, региону Базиликата.
Према процени из 2011. у насељу је живело 840 становника. Насеље се налази на надморској висини од 784 м.

## Партнерски градови
- Чезано Мадерно